# Satoši Kirišima
Satoši Kirishima (jap. 桐島聡) (Kanabe, 9. siječnja 1954. – Kamakura, 29. siječnja 2024.) japanski je ekstremni ljevičarski aktivist i terorist, bivši član nasilničke grupe Naoružane Protujapanske Fronte Istočne Azije. Skoro pedeset godina uspješno se skrivao od japanske policije i tek prije svoje smrti otkrio je svoj identitet.

## Život
Rođen je kod Hirošime, u kojoj je pohađao srednju školu, nakon koje se upisao na Pravni fakultet Sveučilišta Meidži u Tokiju. Tu je ušao u grupu Neoružane Fronte, koja je imala kontakte s Frakcijom Crvene armije.
Tijekom 1974. i 1975. godine sudjelovao je u nekoliko atentata u Japanu. Vjerojatno je bio prisutan kod napada na sjedište Mitsubishi Heavy Industries Ltd., gdje su ubili osam ljudi.
Godine 1975. ga je policija zatvorila, a 1977. godine su ga pustili na slobodu prema zahtjevu druge nasilničke skupine Japanske Crvene armije, koja je bila otela putnički zrakoplov u Bangladešu. Kirišima je iskoristio mogućnost i pobjegao.
Više desetljeća živio je pod pseudonimom i radio  kao zaposlenik građevinskog i industrijskog poduzeća u Fudžisavi, međutim nije imao socijalne i zdravstvene sigurnosti.  S vremenom je postao najtraženiji kriminalac u Japanu.

## Smrt
26. siječnja 2024. prijavio se pod pseudonimom Hiroshi Uchida u bolnicu u Kamakuri, jer je imao rak želudca u završnoj fazi. U bolnici su ga prepoznali i obavijestili policiju. Kirishima je tada priznao da se skrivao od 1977., ali sada se želio suočiti sa svojom prošlošću prije smrti.
Umro je 29. siječnja. Da ga se moglo osuditi, bio bi kažnjen smrtnom kaznom.

## Vanjske poveznice
- Man believed to be fugitive Satoshi Kirishima dies in Kanagawa hospital (The Japan Times)  Arhivirana inačica izvorne stranice od 30. siječnja 2024. (Wayback Machine)
- Notorious bombing fugitive Satoshi Kirishima reportedly dies after nearly half a century on the run in Japan (CBS News)
- Bombaš se predao posle 50 godina bekstva: Došao u bolnicu i rekao pravo ime, zaposleni odmah pozvali policiju (Telegraf)